# Mondoñedo
Mondoñedo – miasto w Hiszpanii, w prowincji Lugo, we wspólnocie autonomicznej Galicja.

## Historia
- 1112 – pierwsza zachowana wzmianka o mieście pochodząca z dokumentu ustanowiającego biskupstwo Mondonedo sygnowanego przez królową Kastylii i Leónu Urrakę.
- 1156 – nadanie praw miejskich przez króla Kastylii i Leónu Alfonsa VII.

## Zabytki
- Katedra Asunción, romańska katedra wybudowana w XIII wieku i następnie przebudowywana w okresie gotyku i baroku. Najcenniejsze zabytki to malowidła ścienne z XIV wieku, figura Matki Boskiej (XVI wiek) pochodząca z katedry św. Pawła w Londynie.
- Fonte Vella, XVI wieczna fontanna z herbem Karola V
- Pałac Biskupi, wybudowany w XVIII wieku, wyróżnia się neogotycką kaplicą
- Museo Diocesano, muzeum posiadające w swych zbiorach dzieła El Greco i Zurbarána.